# Stretch-Limousine

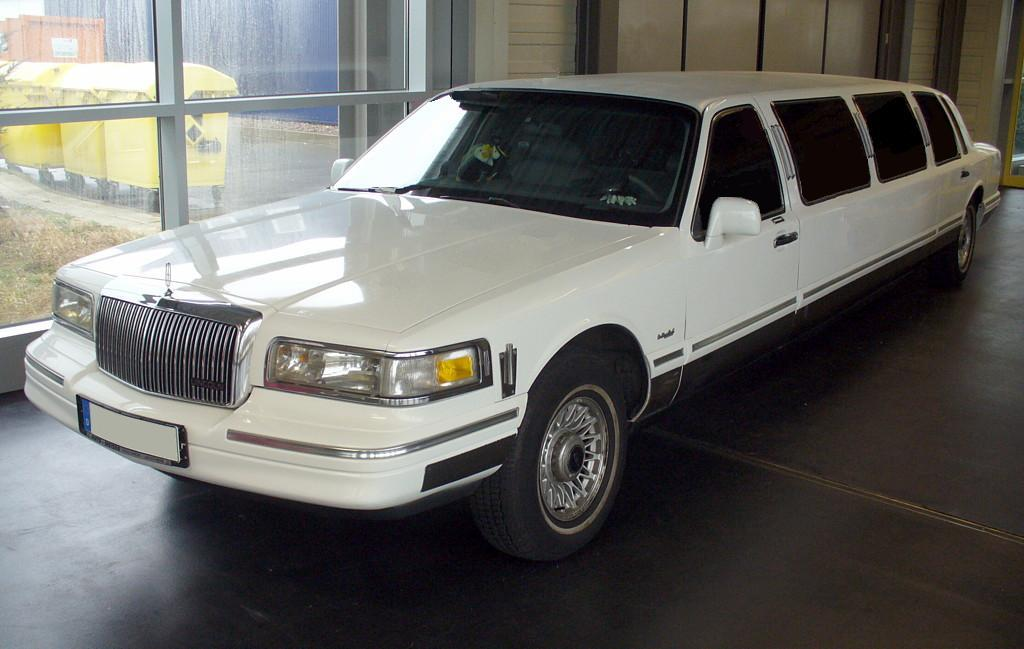
Der Lincoln Town Car war einer der häufigsten verlängerten Wagen.

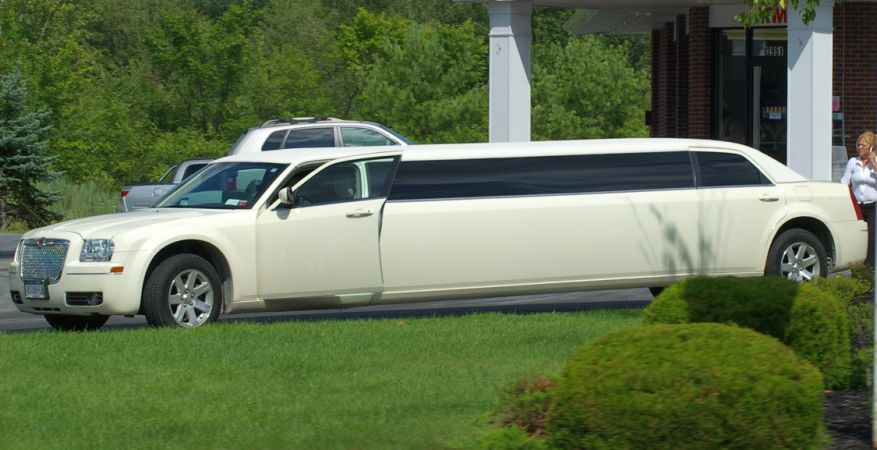
Verlängerter Chrysler 300

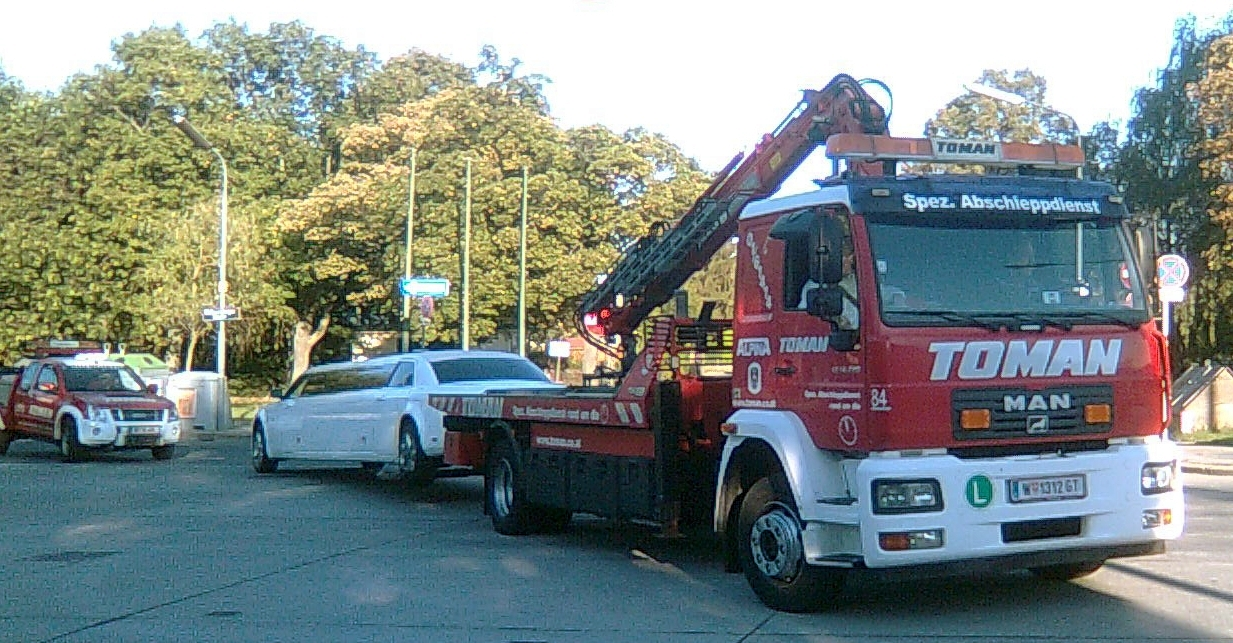
Abschleppdienst mit Stretch-Limousine

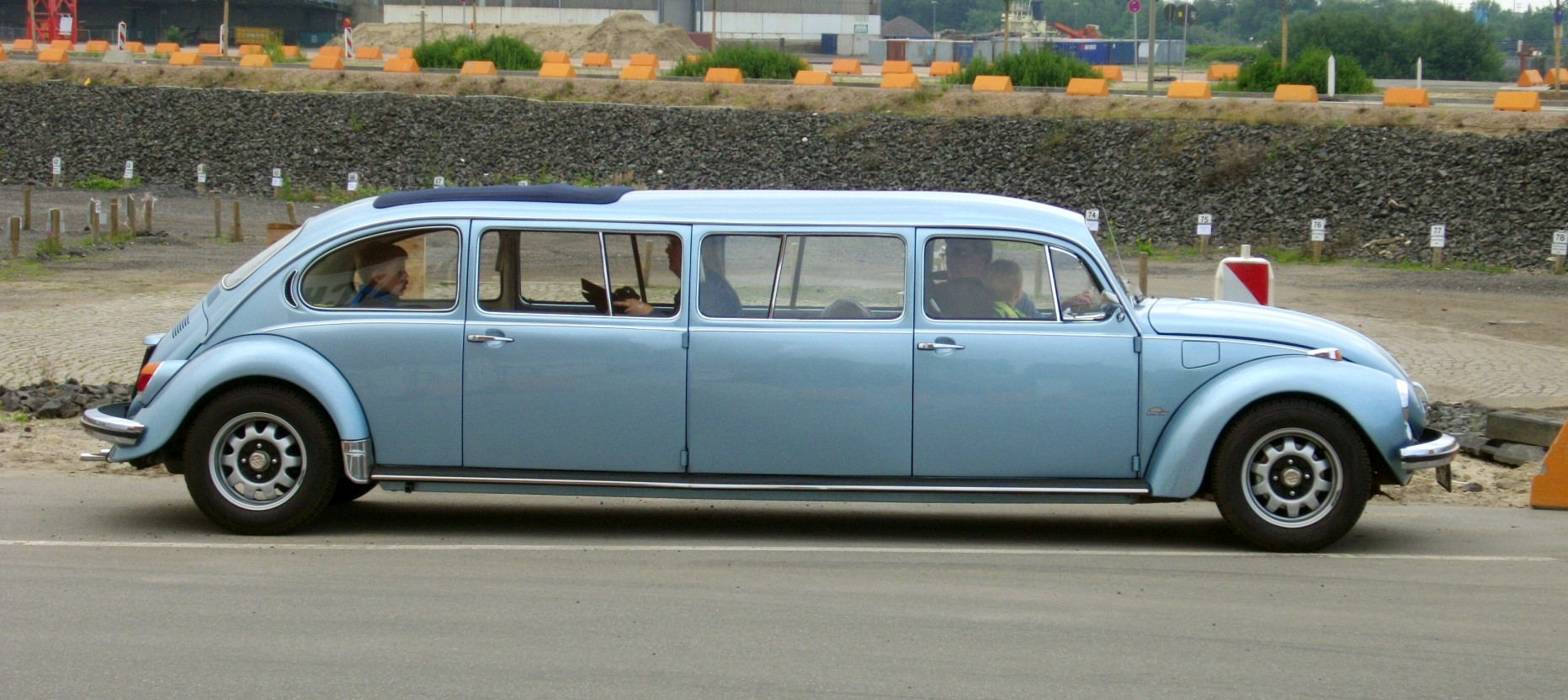
Ein kurioser Umbau: der VW Käfer als Stretchlimousine

Die Stretch-Limousine, verkürzt auch „Stretch-Limo“, ist ein nachträglich verlängertes Automobil. Es wird bis auf Ausnahmen durch Umbau einer zur oberen Mittelklasse zählenden Limousine hergestellt, seltener werden auch Wagen der Oberklasse verwendet.

## Geschichte
Die erste Stretch-Limousine wurde um 1928 in Arkansas gebaut. Sie erhielt oft die Bezeichnung „Big Band Bus“, da sich die Mitglieder einer Big Band mitsamt ihren Instrumenten transportieren ließen.
Nicht nur in den USA und Ländern auf der Arabischen Halbinsel dienen Stretch-Limousinen vor allem dem Komfort, als Staatskarosse und als Statussymbol.
Im Staatsdienst, besonders im diplomatischen Dienst, aber gelegentlich auch als Flughafenzubringer und als Luxustaxi werden Stretch-Limousinen als gehobene Variante, einem Van vergleichbar, benutzt; beispielsweise wenn mehrere Staatsoberhäupter nebst Begleitung in ein und demselben Wagen befördert werden sollen.
Inzwischen ist es auch in Deutschland beliebt, Stretch-Limousinen stundenweise und mit Fahrer für Junggesellenabschiede, Abibälle, Discobesuche etc. zu mieten. Entsprechende Dienstleister gibt es in jeder größeren Stadt.
Ältere Exemplare sind dann im Nahen Osten zu finden, beispielsweise die serienmäßigen Langausführungen der Mercedes-Benz W 115 und W 123.

## Umbau
Beim Umbau wird der Wagen hinter der B-Säule umlaufend durchtrennt und eine Zwischensektion mit Seitenwänden, Scheiben, Dachanteil und Bodenanteil eingefügt, meist kombiniert mit Verstärkungen in Boden- und Dachholmen. Die Federung wird wegen des höheren Gewichts verstärkt, manchmal werden leistungsgesteigerte Motoren eingebaut, um mit dem höheren Gewicht besser agieren zu können.
Bei komplexeren Umbauten werden weitere Türen zum besseren Zugang zu einer weiteren Sitzbank eingefügt. Diese Türen werden typischerweise aus einer halben Vorder- und Hintertür hergestellt, indem diese miteinander verschweißt werden.
Besonders aufwändige Umbauten haben noch größere Verlängerungen zum Ziel. Hierbei werden gelegentlich weitere Achsen eingefügt. Dabei entstehen beispielsweise Limousinen mit einem Swimmingpool im Heck, entweder innen oder in Art einer Badeterrasse mit Swimmingpool. Solche äußerst langen und schweren Fahrzeuge sind dann langsam und schwer zu rangieren und verbrauchen viel Kraftstoff.

### Fahrzeugtypen
Der Umbau erfolgt beispielsweise aus einem Lincoln der Ford Motor Company oder einem Cadillac von General Motors. Auch europäische Autos werden umgebaut, wie Fahrzeuge von Mercedes-Benz oder Rolls-Royce.
Es wurden zeitweise auch Pickups von Chevrolet oder Ford mit Doppelkabine und Zwillingsbereifung zu Stretch-Limousinen umgebaut.
Im Gegensatz dazu bieten einige europäische Hersteller sogenannte Langlimousinen ab Werk an, z. B. die Langversion der Mercedes-Benz S-Klasse. Diese ist keine eigentliche Stretch-Limousine, sondern eine um nur wenige Zentimeter (für bessere Beinfreiheit) verlängerte Limousine, wie sie auch von Audi, BMW, Bentley und VW serienmäßig angeboten werden. Weiterhin bietet Mercedes-Benz die S- und zeitweise sogar die E-Klasse als Pullman-Version ab Werk an. Lange Zeit wurde dies von Mercedes – trotz hoher Nachfrage – abgelehnt: Man befürchtete ein Imageproblem, da amerikanische Stretch-Limousinen, die keinerlei Zulassungsprüfung bestehen müssen, oft mehrere Zentimeter durchhängen. Für die Mercedes-Benz Pullman musste dann das Fahrwerk komplett überarbeitet werden, um trotz veränderter Fahrzeuggeometrie die gleiche Sicherheit bei schnell durchfahrenen Kurven zu gewährleisten.

### Einbauten
Stretch-Limousinen sind normalerweise luxuriös eingerichtet. Bestandteile der Inneneinrichtung können weitere Sitzbänke, teure Elektronik-Einrichtungen wie Computer-, Fernseher- und Videoanlagen sowie Sofa- und Bettlandschaften sein. Einige Hersteller realisieren auch erhöhte Sicherheitsstandards für Sonderschutzfahrzeuge.
Die längste bis jetzt bekannte Limousine ist etwa 30,5 Meter lang. Sie beinhaltet neben Elektronik auch noch einen Swimmingpool mit Sprungbrett und einen Hubschrauberlandeplatz. Sie wird vor allem in Hollywood für Dreharbeiten benutzt.

## Stretchlimousinen in den USA

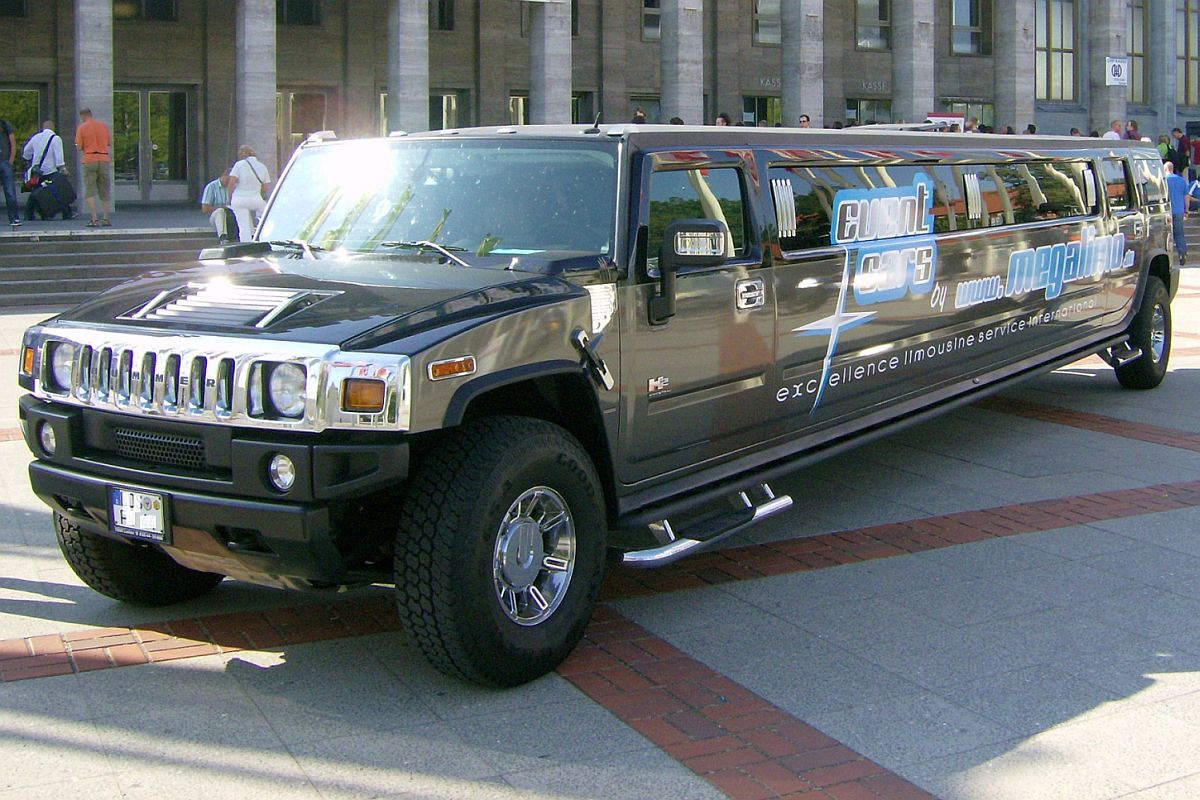
Verlängerter Hummer H2

Die Herstellung von Stretchlimousinen wird in den Vereinigten Staaten nicht selbst von den bekannten Automobilproduzenten betrieben. Spezialisierte Unternehmen erwerben in der Regel geeignete Fahrzeuge von Cadillac oder Lincoln. Diese werden dann verlängert und verfeinert. Das häufigste gestretchte Automobil ist der Lincoln Town Car. Zur Sicherung der Qualität der Fahrzeuge gingen Cadillac und Lincoln dazu über, mit einer bestimmten Anzahl von Unternehmen fest zu kooperieren. Im Falle von Cadillac werden diese als Cadillac Master Coachbuilder bezeichnet. Lincoln wählt die Bezeichnung Lincoln QVM. Bekannte Spezialunternehmen sind Royale Limousine in Haverhill, Massachusetts und LCW Automotive in San Antonio, Texas. Die Fahrzeuge behalten die Werksgarantie. In letzter Zeit werden vermehrt SUVs verlängert.

## Sonderfälle

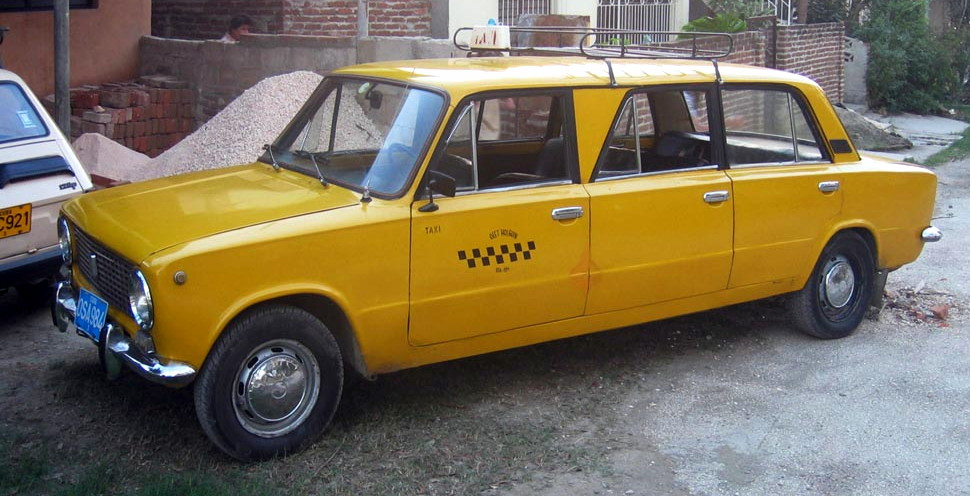
Verlängerter Lada

Nicht nur zur Oberklasse zählende Autos werden verlängert, sondern unter Umständen auch Mittelklassewagen, wie z. B. viele Lada-Taxis auf Kuba.

## Abgrenzung zur Pullman-Karosserie
Stretchlimousinen sind nachträglich verlängerte Fahrzeuge. Bei Pullman-Fahrzeugen wird bereits die Langversion bei der Produktentwicklung geplant. Die Fahrzeuge sind aus diesem Grunde aus Ingenieursicht meist besser konzipiert. Der wichtigste Produzent von Pullman-Fahrzeugen der Gegenwart ist Mercedes-Benz mit dem Mercedes-Benz Pullman.

## Hersteller

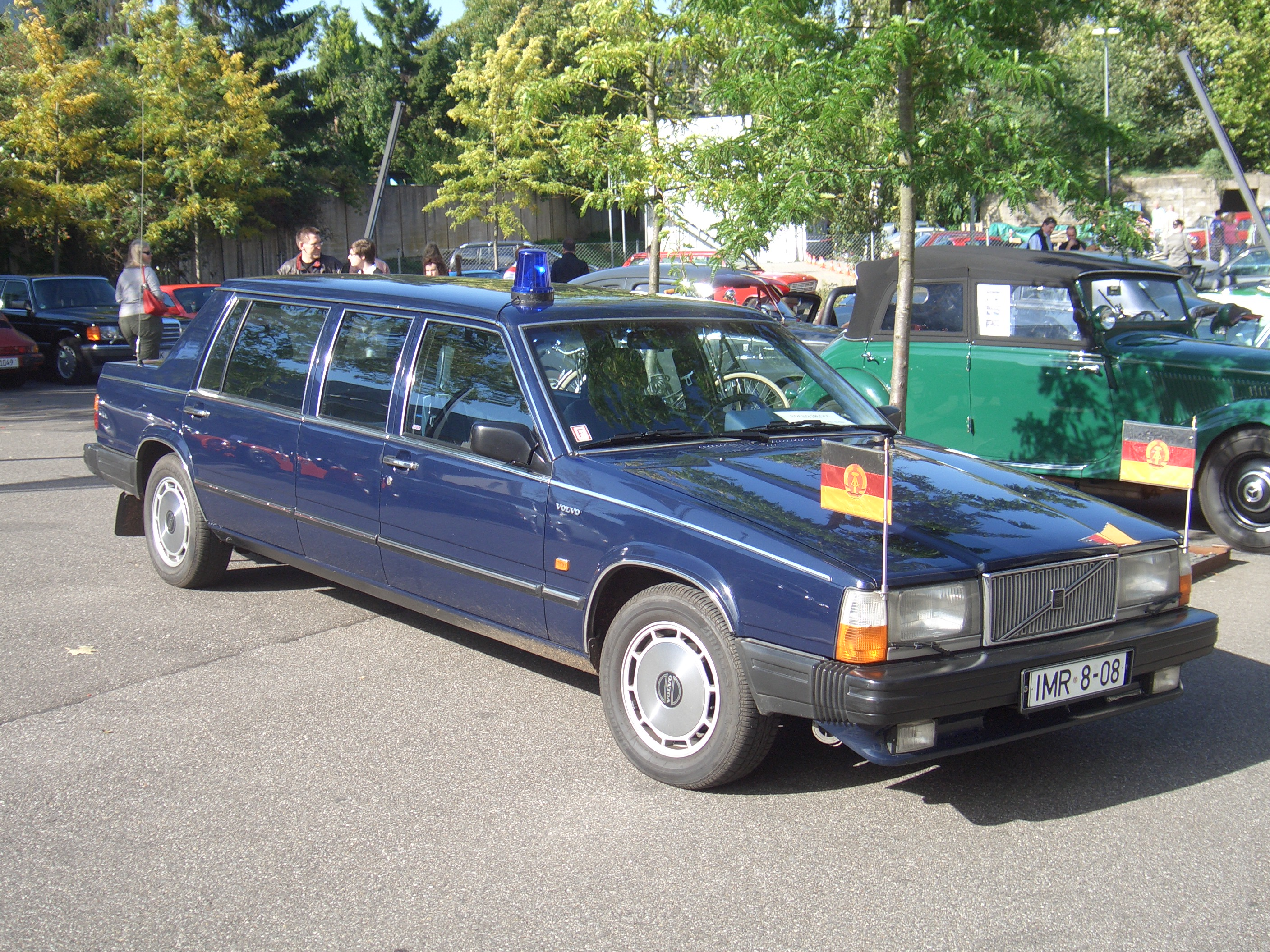
Volvo 760 Stretchlimousine für die Staatsführung der DDR.

Firma Binz aus Lorch in Ostwürttemberg verlängert Pkw binnen 10–12 Wochen. Ein wichtiger Markt sind Bestattungsfahrzeuge zum Transport eines Sargs. 2018 wurde erstmals ein Elektrofahrzeug der Marke Tesla verlängert. Die Firma Nilsson in Laholm war unter anderem mit der Herstellung von Volvo-Stretchlimousinen für den Staatsapparat der DDR beauftragt.

## Sicherheitsbedenken
Am 7. Oktober 2018 starben in Schoharie County, USA, bei einem schweren Verkehrsunfall einer Hochzeitsgesellschaft mit einer Stretch-Limousine alle 18 Insassen sowie zwei Passanten. Sicherheitsaspekte wie Seitenairbags, verstärkte Überrollschutzbügel und begehbare Notausgänge in den Limousinen werden seit Jahren in den USA diskutiert. Die Ursache des Unfalls ist ungeklärt. Klar ist, dass der Chauffeur keine gültige Betriebserlaubnis für ein Fahrzeug mit mehr als 15 Gästen hatte. Der Gouverneur von New York Andrew Cuomo teilte am 8. Oktober 2018 mit, dass die Limousine wegen Auffälligkeiten bei einer Inspektion nicht auf der Straße hätte fahren dürfen.